# Amphipyra restricta
Amphipyra restricta är en fjärilsart som beskrevs av W. Warren 1911. Amphipyra restricta ingår i släktet Amphipyra och familjen nattflyn. Inga underarter finns listade i Catalogue of Life.